# Odile Cohen
Pour les articles homonymes, voir Cohen.
Odile Cohen est une actrice française.
Travaillant sur scène, à l'écran et dans le doublage, elle est notamment la voix française régulière de Renée Zellweger et Uma Thurman, ainsi qu'une des voix récurrentes d'Andie MacDowell, Carla Gugino, Rebecca Mader, Jennifer Connelly et Anna Torv.

## Biographie
Odile Cohen étudie au Conservatoire, puis intègre la troupe dirigée par Daniel Mesguich au Théâtre national de Lille.

## Théâtre
- 1985-86 : Jules Cesar de Shakespeare, mise en scène Robert Hossein, Palais des sports
- 1987 : La Légende du Cid de Guillén de Castro, mise en scène Jean-Pierre Bouvier, Festival de Sète
- 1991 : Un pli, mise en scène Daniel Mesguich, Festival d'Avignon
- 1992 : Conversation en Sicile d’Elio Vittorini, mise en scène Daniel Zerki, Théâtre du Rond-Point
- 1991-1993 : Boulevard du boulevard de Gaston Portail, mise en scène Daniel Mesguich, CDN de Lille et tournée
- 1991-1993 : Marie Tudor de Victor Hugo, mise en scène Daniel Mesguich, CDN de Lille et tournée
- 1991-1993 : La Seconde Surprise de l'amour de Marivaux, mise en scène Daniel Mesguich, CDN de Lille et tournée
- 1994 : Le Fusil de chasse de Yasushi Inoue, mise en scène Guy-Pierre Couleau, Théâtre de l'Atalante, Riga et Saint-Pétersbourg
- 1995 : Frère Luis de Souza d’Almeida Garrett, mise en scène Teresa Motta et Richard Demarcy
- 1995 : Éclipse de Christian Caro, mise en scène de l'auteur, Festival Turbulence à Strasbourg et tournée
- 1996 : Dom Juan de Molière, mise en scène Daniel Mesguich, CDN de Lille
- 1996 : Hamlet de Shakespeare, mise en scène Daniel Mesguich, CDN de Lille
- 1997 : Le Venin de Benoît Lepecq, mise en scène de l'auteur, théâtre de Châtillon
- 1998-2000 : Déjeuner chez Wittgenstein de Thomas Bernhard, mise en scène Guy-Pierre Couleau, Théâtre du Ranelagh, Avignon off et tournée
- 2000 : La Fin d’un monde ou presque de Christian Caro, mise en scène de l'auteur, Scène nationale de Poitiers et Festival d'Avignon
- 2001 : Marie Hasparren de Jean-Marie Besset, mise en scène Jacques Rosner, Théâtre 14 Jean-Marie Serreau et Espace Cardin
- 2003 : Les Messagers de Christian Caro, mise en scène de l’auteur, Théâtre de la Madeleine
- 2003 : La Part des anges de Christian Caro, mise en scène de l’auteur, Scène nationale de Poitiers
- 2004 : Georges Dandin de Molière, mise en scène Guy-Pierre Couleau, tournée
- 2005 : Rêves de Wajdi Mouawad, mise en scène Guy-Pierre Couleau, Théâtre d’Antony et tournée
- 2006-2007 : Le Boulevard du boulevard du boulevard de Daniel Mesguich, mise en scène de l’auteur, Théâtre du Rond-Point et tournée
- 2007 : Phèdre de Racine, mise en scène Gino Zampieri, Théâtre populaire romand (Suisse)
- 2009 : Graves épouses / Animaux frivoles de Howard Barker, mise en scène Guillaume Dujardin, Théâtre de l'Atalante
- 2010 : Déjeuner chez Wittgenstein de Thomas Bernhard, mise en scène reprise par Erika Vandelet, en tournée
- 2011 : Bluff d’Enzo Cormann, mise en scène Guy-Pierre Couleau, Caroline Gonce et Vincent Garanger, CDN Angers, CDR Colmar, CDR Vire
- 2012-2013 : Le Journal d'Anne Frank d’Éric-Emmanuel Schmitt, mise en scène Steve Suissa, Théâtre Rive Gauche, en tournée
- 2013 : La guerre de Troie n'aura pas lieu de Jean Giraudoux, mise en scène Francis Huster, festivals d’été
- 2014 : Lorenzaccio d’Alfred de Musset, mise en scène Francis Huster, festivals d’été
- 2017 : Amphitryon de Molière, mise en scène Stéphanie Tesson, Théâtre de Poche (Paris)

## Filmographie

### Cinéma
- 1985 : Parking de Jacques Demy
- 1986 : On a volé Charlie Spencer ! de Francis Huster
- 1990 : Merci la vie de Bertrand Blier : infirmière (non créditée)
- 2009 : La Sainte Victoire de François Favrat : Sylvia Cluzel
- 2012 : Les Mouettes de Claire Milajones

### Télévision
- 1989 : L’Été de tous les chagrins de Serge Moati (téléfilm) : Mona
- 1993 : L'Instit (série télévisée) épisode 1.01 Les Chiens et les Loups : Norah
- 1998 : Au cœur de la loi (série télévisée) épisode Les Voleuses : Véronique Levesque
- 2000 : Julie Lescaut (série télévisée) épisode 9.07 La Mort de Jeanne : Charlotte
- 2001 : Fleur à la bouche de Hervé Icovic
- 2003 : Blague à part (série télévisée) épisode 3.06 Avortement : Romy
- 2005 : Le Triporteur de Belleville de Stéphane Kurc (téléfilm) : Jocelyne Weill
- 2006 : Commissaire Cordier (série télévisée) épisode 2.02 Rapport d’expertise : Juliette Garcin
- 2007 : Les Prédateurs de Lucas Belvaux (téléfilm) : Christine Deviers-Joncour
- 2008 : Paris, enquêtes criminelles (série télévisée) saison 2
- 2009 : Plus belle la vie (feuilleton) : Jacqueline Rousseau (saison 5)
- 2010 : Mes amis, mes amours, mes emmerdes... (série télévisée) épisode 2.08 : Christine Roux
- 2010 : Mort d'un président de Pierre Aknine (téléfilm) : Micheline Chaban-Delmas
- 2011 : Camping Paradis de François Guérin (série télévisée) épisode 2.06 : Roméo et Juliette au camping : Kalia
- 2012 : Clemenceau d’Olivier Guignard : Marguerite Baldensperger
- 2013 : Le Général du roi de Nina Companeez : la femme aux pieds nus

## Doublage

### Cinéma

#### Films d'animation
- 2021 : Retour au bercail : Legs
- 2024 : La Nuit d'Orion : la mère d'Orion[3]

### Télévision

#### Téléfilms
- 2014 : Un ex-mari en cadeau : Noëlle Rogers (Kristy Swanson)
- 2016 : Une amitié contre les préjugés : Shirley (Elizabeth McGovern)
- 2020 : Un secret de famille impardonnable : Nicole (Dana Simone)
- 2021 : Dans la peau de sa fiancée... : Whitney Davis (Ashley Goodson)

#### Séries télévisées
- Rebecca Mader dans (9 séries) :
  - Lost : Les Disparus (2008-2010) : Charlotte Staples Lewis (22 épisodes)
  - Los Angeles, police judiciaire (2010) : Rebecca Townley (épisode 5)
  - Super Hero Family (2011) : Victoria Morrow (5 épisodes)
  - Alphas (2011) : Griffin (saison 1, épisode 9)
  - FBI : Duo très spécial (2012) : Abigail Kincaid (saison 4, épisode 5)
  - Drop Dead Diva (2013) : Mistress Robin (saison 5, épisode 13)
  - Once Upon a Time (2014-2018) : Zelena, la méchante sorcière de l'Ouest (67 épisodes)
  - Blue Bloods (2014) : Tori Parsons (saison 5, épisode 6)
  - Hawaii 5-0 (2015) : Nicole Booth (saison 5, épisode 11)

- Jessica Hecht dans (4 séries) :
  - The Loudest Voice (2019) : Nancy Erika Smith (mini-série)
  - The Affair (2019) : Carolina (saison 5, épisode 5)
  - Special (2019-2021) : Karen Hayes (16 épisodes)
  - The Sinner (2020-2021) : Sonya Barzel (12 épisodes)

- Anna Torv dans :
  - Fringe (2008-2013) : l'agent Olivia Dunham (100 épisodes)
  - Deadline Gallipoli (en) (2015) : Gwendoline Churchill (mini-série)
  - Mindhunter (2017-2019) : Dr Wendy Carr (17 épisodes)

- Julia Ormond dans :
  - Beach Girls (en) (2005) : Stevie Moore (mini-série)
  - The Walking Dead: World Beyond (2020-2021) : Elizabeth Kublek (20 épisodes)

- Annabeth Gish dans :
  - Pretty Little Liars (2011-2015) : Anne Sullivan (9 épisodes)
  - Pretty Little Liars: Summer School (2024) : Anne Sullivan

- Andie MacDowell dans :
  - Retour à Cedar Cove (2013-2015) : Olivia Lockhart (36 épisodes)
  - Quatre mariages et un enterrement (en) (2019) : Mme Howard (mini-série)

- 2005 : Empire Falls : Grace Roby (Robin Wright) (mini-série)
- 2005-2009 : Jardins secrets : Cheryl Morero (Linda de Mol)
- 2008 : Ghost Whisperer : Jane Taylor (Melinda Page Hamilton)
- 2010-2014 : Downton Abbey : Cora Crawley, comtesse de Grantham (Elizabeth McGovern) (saisons 1 à 5)
- 2012 : The Last Weekend : Daisy (Genevieve O'Reilly) (mini-série)
- 2013 : Monday Mornings : Dr Michelle Robidaux (Emily Swallow)
- 2014-2015 : The Following : Jana Murphy (Leslie Bibb) (saison 2), Julianna (Anna Wood) (3 épisodes)
- 2015 : Double Jeu : Lena Söllner (Sarah-Lavinia Schmidbauer (de)) (épisode 23)
- 2015 : Banshee : Emily Lotus (Tanya Clarke (en)) (saison 3)
- 2016 : The Missing : Nadia Herz (Lia Williams) (saison 2)
- 2017-2018 : Au nom du père : Liv (Yngvild Støen Grotmol) (8 épisodes)
- 2018 : Killing Eve : Anna (Susan Lynch) (Saison 1)
- 2019 : Kidnapping : Astrid Oxlev, commissaire divisionnaire (Trine Pallesen)
- 2020 : Doc : Lydia [Qui ?] (saison 1, épisode 6)
- 2021 : Sissi : la comtesse Esterházy (Tanja Schleiff) (mini-série)
- 2022 : The Thing About Pam : Pam Hupp (Renée Zellweger) (mini-série)
- 2022 : Tokyo Vice : ? (?)
- 2024 : Dark Matter : Daniela Dessen (Jennifer Connelly)

### Jeux vidéo
- 2004 : Onimusha 3: Demon Siege : voix additionnelles
- 2019 : Crash Team Racing: Nitro-Fueled : Tawna
- 2023 : Diablo IV : ?

## Livres audio
- L'Histoire de Merle[4] t. 1 La Reine des eaux, de Kai Meyer, en 2005 ;
- Elle s’appelait Sarah[5], de Tatiana de Rosnay, en octobre 2010 ;
- La Liste de mes envies[6], de Grégoire Delacourt, en juin 2012 ;
- L'Âme du monde[7], de Frédéric Lenoir, en octobre 2012 ;
- Les Apparences[8], de Gillian Flynn, en février 2013 (co-narration avec Julien Chatelet) ;
- L’Élixir d’amour[9], d’Éric-Emmanuel Schmitt, en juin 2014 (co-narration avec Adrien Antoine) ;
- Une autre idée du bonheur, de Marc Levy, en juillet 2014 ;
- Bridget Jones : Folle de lui, de Helen Fielding, en novembre 2014 ;
- La Sorcière, de Camilla Läckberg, en avril 2020.